# Nålnäbbad eremit
Nålnäbbad eremit (Phaethornis philippii) är en fågel i familjen kolibrier.

## Utbredning och systematik
Fågeln återfinns i tropiska östra Peru, norra Bolivia och västra brasilianska Amazonas söder om Amazonfloden. Den behandlas som monotypisk, det vill säga att den inte delas in i några underarter.

## Status
IUCN kategoriserar arten som livskraftig.